# Anna Loerper
Anna Loerper (* 18. November 1984 in Kempen) ist eine ehemalige deutsche Handballspielerin.

## Vereinskarriere
Anna Loerper kam 2003 von der VT Kempen zu Bayer 04 Leverkusen. Mit Bayer Leverkusen gelang der Allroundspielerin, die auf der Spielmacher- und der Linksaußenposition spielen kann, 2005 der Gewinn des EHF Challenge Cups, sowie der Einzug ins DHB-Pokalfinale. Ein Jahr später wurde sie mit Bayer Leverkusen deutscher Vizemeister und gewann 2010 den DHB-Pokal. 2011 wechselte Lumpi zum dänischen Verein Team Tvis Holstebro, mit dem sie 2013 den EHF-Pokal gewann. Zur Saison 2013/14 kehrte sie in die Handball-Bundesliga zum VfL Oldenburg zurück. Ab dem Sommer 2014 lief sie für TuS Metzingen auf. Während ihrer Zeit dort wurde sie 2015 und 2016 zur Handballerin des Jahres gewählt. Mit Vizemeisterschaft und dem Erreichen des EHF-Pokalfinales, in dem Loerper nach 45 Minuten verletzt ausschied, war auch die Mannschaft erfolgreich in der Saison 2015/16, an deren Ende Loerper noch zur Spielerin der Saison gekürt wurde. Im Ende Mai 2017 erreichte Metzingen beim DHB-Pokal-Final-Four das Endspiel. Loerper wechselte am 30. Januar 2018 überraschenderweise mit sofortiger Wirkung zur SG BBM Bietigheim, nachdem der Manager des TuS Metzingen, Ferenc Rott, ihr eine Woche zuvor mitgeteilt hatte, dass die ursprünglich bis 2019 vereinbarte Laufzeit ihres Vertrags aufgrund einer entsprechenden Option auf 30. Juni 2018 verkürzt wird. „Wir sind überzeugt, dass sie ihren Zenit überschritten hat“, sagte der Geschäftsführer der Metzinger Handballerinnen offen und direkt. Die 33-Jährige Spielmacherin erhielt beim Deutschen Meister des Jahres 2017 einen Vertrag bis zum 30. Juni 2019. Im Februar 2019 wurde der Vertrag bis zum Sommer 2020 verlängert. Nach einer weiteren Vertragsverlängerung beendete Loerper am Saisonende 2020/21 ihre Karriere. Am 26. Mai 2021 spielte sie ihr letztes Bundesligamatch.

## Nationalmannschaft
2005 gab Anna Loerper ihr Debüt in der Handballnationalmannschaft, in den nächsten 13 Jahren bestritt sie 246 Länderspiele, in denen sie 428 Tore erzielte, wobei der größte Erfolg der 3. Platz bei der WM 2007 war.

## Erfolge
- Deutsche Nationalmannschaft
  - 6. Platz Weltmeisterschaft 2005
  - 4. Platz Europameisterschaft 2006
  - 3. Platz Weltmeisterschaft 2007
  - 4. Platz Europameisterschaft 2008
  - 7. Platz Weltmeisterschaft 2009
  - 13. Platz Europameisterschaft 2010
  - 17. Platz Weltmeisterschaft 2011
  - 8. Platz Europameisterschaft 2012
  - 7. Platz Weltmeisterschaft 2013
  - 10. Platz Europameisterschaft 2014
  - 13. Platz Weltmeisterschaft 2015
  - 6. Platz Europameisterschaft 2016
- VT Kempen
  - Niederrhein Meister 2000, 2001, 2003
  - Westdeutscher Meister 2001
- Bayer Leverkusen
  - Deutscher Vizemeister 2006, 2007
  - Deutscher Pokalsieger 2010
  - Deutscher Vizepokalsieger 2005
  - Challenge Cup Siegerin 2005
- Team Tvis Holstebro
  - EHF-Pokal 2013
- SG BBM Bietigheim
  - Deutscher Meister 2019
  - Deutscher Pokalsieger 2021

## Auszeichnungen
- Handballerin des Jahres 2015 und 2016

## Sonstiges
Loerper ist mit dem ehemaligen Handballtorwart Johannes Bitter liiert.